# لیک وود (واشینگتن)
لیک وود (به انگلیسی: Lakewood) شهری در شهرستان پیرس ایالت واشنگتن است که در سرشماری سال ۲۰۱۰ میلادی، ۵۸۱۶۳ نفر جمعیت داشته است.